# Todd Dunivant
Todd Dunivant est un footballeur international américain, né le 26 décembre 1980 à Wheat Ridge (Colorado, États-Unis). Il évolue au poste de défenseur avec le Los Angeles Galaxy en MLS.

## Palmarès

### Collectif
- Avec San Jose Earthquakes :
  - MLS Cup : 2003

- Avec Los Angeles Galaxy :
  - MLS Cup 2005, 2011, 2012, 2014
  - US Open Cup : 2005
  - MLS Supporters' Shield : 2010, 2011
  - Champion de l'Ouest : 2005, 2009, 2011

### Individuel
- MLS Best XI : 2011